# Cathay Dragon
Hong Kong Dragon Airlines Limited (cantonès: 港龍航空公司), que opera com Cathay Dragon i anteriorment com Dragonair, és una aerolínia basada a Hong Kong, a l'Aeroport Internacional Chek Lap Kok.
A data de 17 de novembre del 2012, operava vols a 37 destinacions de 13 estats d'Àsia. La flota es compon de 37 avions del fabricant europeu Airbus, que es divideixen en Airbus A320, A321 i A330. És una fílial de l'aerolínia de bandera de Hong Kong Cathay Pacific, que la rellevà el 2005 i la feu entrar a l'aliança global Oneworld.

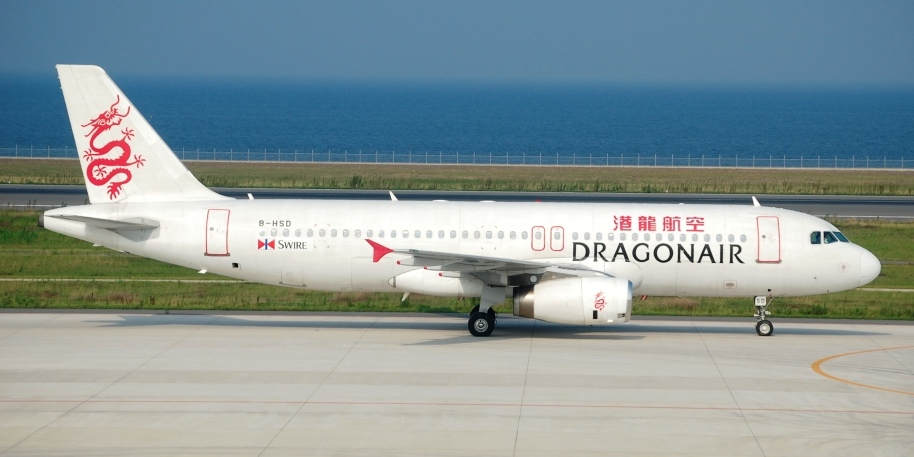
Airbus A320 de Dragonair

El 2010, la companyia operà més de 138.000 vols, transportant aproximadament 27 milions de passatgers i 1.800 milions de quilograms de mercaderies i correu.
El 21 de novembre del 2016 l'aerolínia esdevingué Cathay Dragon.

## Flota
Dragonair explota 39 avions de passatgers, 6 dels quals estan disposats en 3 classes de servei, 29 en dues classes i 4 només en classe econòmica.
A data de gener del 2013, l'edat mitjana de la flota era de 10,7 anys.